# 元田亨吉
元田 亨吉（もとだ こうきち、1871年2月6日（明治3年12月17日） - 1931年（昭和6年）3月18日）は、大日本帝国陸軍軍人。最終階級は陸軍少将。位階勲等爵位は正三位勲三等男爵。

## 経歴・人物
肥後国熊本藩（現・熊本県）出身。熊本藩士で儒学者の元田永孚の嫡孫。男爵・元田永貞の嫡子として生まれた。
1893年（明治26年）陸軍士官学校第4期卒業。1915年（大正4年）8月に敦賀連隊区司令官、1916年（大正5年）11月に陸軍歩兵大佐、1917年（大正6年）8月に歩兵第70連隊長、1921年（大正10年）4月に陸軍少将・歩兵第20旅団長を経て、1923年（大正12年）8月に待命、翌月、予備役に編入した。

## 親族
- 母：元田次（肥後熊本藩士・津田信弘の次女）[5]
- 養子：元田竹彦（季子女王の侍従・落合為誠の次男）[5]